# Daffy sceriffo
Daffy sceriffo (Drip-Along Daffy) è un film del 1951 diretto da Chuck Jones. È un cortometraggio d'animazione della serie Merrie Melodies, uscito negli Stati Uniti il 17 novembre 1951. Il cartone animato è una parodia dei western, molto popolari all'epoca, e presenta Daffy Duck come un "eroe western" che, con il suo fidato "intervento comico" (Porky Pig), spera di ripulire una cittadina piena di violenza. Daffy sceriffo rappresenta la prima apparizione dell'antagonista Nasty Canasta. Il corto include una canzone originale (cantata da Porky) intitolata "The Flower of Gower Gulch", una parodia delle sentimentali canzoni d'amore in stile cowboy; Gower Gulch è un incrocio di Hollywood noto come punto di ritrovo per aspiranti attori nei primi western.

## Trama
Spara-Bubbole Daffy e il suo vice Porky cavalcano nel deserto fino a quando non si imbattono nel villaggio senza legge Morso-di-Serpente, così pieno di violenza che il conteggio della popolazione scende immediatamente quando qualcuno viene ucciso (mentre quello del cimitero, composto principalmente da sceriffi, aumenta immediatamente); la vittima più recente è l'ultimo sceriffo. Vedendo il cartello con scritto "cercasi sceriffo", Daffy indossa l'apposito distintivo ed entra in città. Al saloon, Daffy sta per godersi un latte e uno yogurt, quando entra il fuorilegge Nasty Canasta. Daffy cerca di intimidirlo con la sua pistola, ma Canasta ne mangia gran parte. Canasta quindi ordina per sé e Daffy "due dei soliti", ovvero una bevanda a base di vari veleni e materiali tossici, e beve il suo bicchiere con indifferenza. Dopo averla fatta bere a Porky (che apparentemente la apprezza), Daffy ne ordina un altro bicchiere e lo beve. Ma pochi secondi dopo, Daffy e Porky mostrano dei folli effetti collaterali. Quando essi terminano, Daffy sfida Canasta a duello.
Sulla strada, Daffy e Canasta si avvicinano, quando Porky prende in mano la situazione caricando un piccolo soldatino britannico e lasciandolo andare verso Canasta. Il bandito lo raccoglie ridacchiando, finché esso non gli punta contro il suo fucile e gli spara, mandandolo a terra. La popolazione si precipita verso Porky e lo porta in trionfo, mentre Daffy, incredulo, cerca di attirare la loro attenzione. Porky diventa quindi lo sceriffo della città, mentre Daffy può tener fede alla sua parola di ripulire la città – tranne per il fatto che ora è un netturbino.

## Distribuzione

### Edizione italiana
Nella prima edizione italiana, realizzata all'inizio degli anni settanta per la trasmissione sul Programma Nazionale all'interno de Gli eroi di cartone, i dialoghi in alcuni casi ignorano il copione originale e fu aggiunta una narrazione iniziale che traduce scritte e cartelli e presenta il villaggio. Inoltre il doppiaggio fu eseguito senza usare la colonna internazionale, alterando la musica presente durante i dialoghi (una battuta di Porky fu doppiata in oversound), e il protagonista fu chiamato Daffy Ciclone. In VHS tuttavia il corto fu pubblicato in inglese. Nel 2003 fu ridoppiato per la televisione in modo più corretto dalla Time Out Cin.ca sotto la direzione di Massimo Giuliani su dialoghi di Giorgio Tausani, stavolta usando la colonna internazionale. Il ridoppiaggio è stato successivamente impiegato anche per l'home video.

### Edizioni home video

#### VHS
America del Nord
- Daffy Duck: The Nuttiness Continues... (1985)
- Carrotblanca (13 agosto 1996)

Italia
- Daffy Duck: The Nuttiness Continues... (1986)
- Daffy Duck n. 3 (ottobre 1991)

#### Laserdisc
- Duck Victory: Daffy Duck's Screen Classics (1993)

#### DVD e Blu-ray Disc
Il corto fu pubblicato in DVD-Video in America del Nord nel secondo disco della raccolta Looney Tunes Golden Collection: Volume 1 (intitolato Best of Daffy & Porky) distribuita il 28 ottobre 2003, dove è visibile anche con un commento audio di Michael Barrier e con la colonna internazionale; il DVD fu pubblicato in Italia il 2 dicembre 2003 nella collana Looney Tunes Collection, col titolo Daffy Duck & Porky Pig. In Italia fu inserito anche nel DVD Looney Park della collana I tuoi amici Looney Tunes, uscito il 21 ottobre 2009. Fu poi incluso (nuovamente col commento audio e la colonna internazionale) nel secondo disco della raccolta Blu-ray Disc e DVD Looney Tunes Platinum Collection: Volume Two, uscita in America del Nord il 16 ottobre 2012.

## Accoglienza
Nel 2010 il film fu selezionato per l'inclusione nel libro di Jerry Beck The 100 Greatest Looney Tunes Cartoons; in tale occasione Andrew Farago, curatore del Cartoon Art Museum, scrisse a proposito di Daffy e Porky che il film "segna un importante punto di svolta nelle loro carriere, poiché la scuderia di animazione della Warner Bros. si rese conto che il ruolo da aiutante eternamente ottimista, risoluto e – osiamo dirlo – competente, rendeva Porky il complemento ideale per una certa anatra irrefrenabile".